# Kostrzewa popielata
Kostrzewa popielata, kostrzewa sina (Festuca cinerea Vill.) – gatunek trawy z rodziny wiechlinowatych (Poaceae). W stanie naturalnym występuje w południowo-zachodniej Europie (Włochy i Francja).

## Morfologia

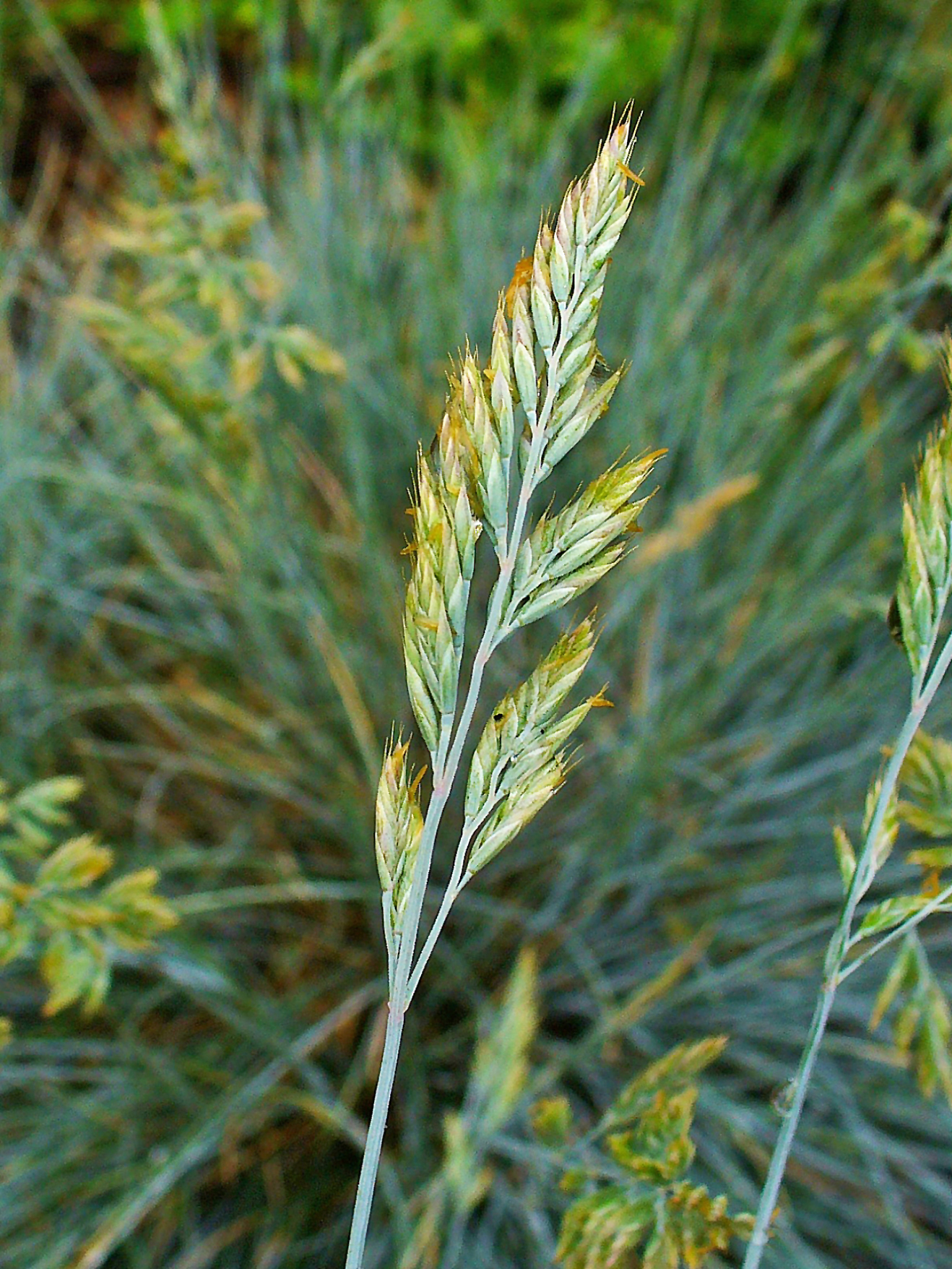
Kwiatostan

PokrójZwarte kępy wysokości ok. 25 cm, w zarysie kuliste, lekko spłaszczone.
LiścieProste, sinoniebieskie.
KwiatyZebrane w liczne, drobne kwiatostany (luźne wiechy) długości do 20 cm. Kwitnie od maja do czerwca.

## Biologia i ekologia
Potrzebuje gleb lekkich, przepuszczalnych, piaszczystych i próchnicznych. Preferuje stanowiska nasłonecznione, ciepłe, suche, osłonięte od wiatru. Na glebach żyznych i wilgotnych roślina żyje znacznie krócej.

## Zastosowanie
- Roślina ozdobna: sadzona na rabatach, w ogrodach skalnych, jako roślina obwódkowa lub okrywowa.